# Jean Courtois (colonel)
Pour les articles homonymes, voir Jean Courtois.
Jean Courtois, né le 6 octobre 1767 à Longuyon (province du Barrois), mort le 4 juillet 1836 à Metz (Moselle), est un militaire français de la Révolution et de l’Empire.

## États de service
Il entre en service le 11 décembre 1785, comme soldat au régiment du Roi-infanterie, et le 22 août 1787, il passe dans le régiment de Hainaut, puis il reçoit son congé le 1er décembre 1790.
Il reprend du service le 25 août 1791, comme capitaine dans le 4e bataillon de volontaires de la Moselle, avec lequel il fait les campagnes de 1792 à l’an IV aux armées de la Moselle, de Sambre-et-Meuse et du Rhin.
Le 1er septembre 1795, lors du passage du Rhin, il traverse le fleuve le premier dans une barque, avec 18 hommes, force l’ennemi qui est retranché à battre en retraite, et lui fait 23 prisonniers dont un officier, avant de rejoindre les tirailleurs de l’avant-garde, pour s’emparer d’une pièce de canon et d’entrer dans Kaiserswerth. Le 10 juillet 1796, il assiste à la prise d’assaut de Friedberg. Le général Jacopin lui ayant donné l’ordre de charger l’ennemi qui s’est massé dans la grande rue, il l’aborde avec résolution, le culbute, le force à se retirer et contribue à faire mettre bas les armes à 2 bataillons autrichiens. Durant cette journée, il est blessé d’un coup de boulet aux deux pieds.
En l’an V, il est employé à l’armée d’Italie, et le 16 mars 1797, au passage du Tagliamento, il prend le commandement du 3e bataillon de sa demi-brigade, s’empare du village de Cividale, et fait un grand nombre de prisonniers. Le 30 mars 1797, lors de la prise d’assaut du fort de la Chiusa (it), il enlève avec la compagnie de grenadiers du 3e bataillon, le glacis de cette forteresse, et réussit à s’y établir. Il reçoit son brevet de chef de bataillon des mains du général en chef Bonaparte le 5 mai 1797.
En l’an VI et en l’an VII, il sert aux armées d’Angleterre et du Rhin, avant de retourner à l’armée d’Italie, où il fait les campagnes de l’an VIII et de l’an IX. Le 14 juin 1800, à la bataille de Marengo, il reçoit un coup de feu à la hanche gauche. Le 25 décembre 1800, il se fait remarquer au passage du Mincio, où il reprend le village de Pozzolo avec une audace digne d’être citée. Ayant ordonné au porte-drapeau de le suivre à la tête du bataillon, il franchit avec lui un fossé plein d’eau, et place le drapeau à sa gauche : « Camarades, dit-il à ses soldats, voilà une nouvelle occasion de nous signaler, marchons à la gloire ; la charge bat, et Courtois s’élance sur l’ennemi, son bataillon le suit et les autrichiens sont culbutés en un instant abandonnant le village et 400 prisonniers parmi lesquels se trouvent 15 officiers. 
Il est nommé major le 22 décembre 1803, au 76e régiment d’infanterie de ligne, et il est fait chevalier de la Légion d’honneur le 25 mars 1804. En l’an XII et en l’an XIII, il fait partie de l’armée des côtes de l’Océan, puis de l’armée de Hanovre sous les ordres du maréchal Bernadotte. En l’an XIV, il passe à l’armée de réserve sous Lefebvre.
En 1809, il fait la campagne d’Allemagne à la Grande Armée, et le 23 mars 1809, il est nommé colonel en second commandant la 6e demi-brigade provisoire. Il est élevé au grade d’officier de la Légion d’honneur le 16 mai 1809. Le 6 juillet 1809, il commande une demi-brigade de grenadiers et voltigeurs réunis, à la bataille de Wagram, et il reçoit deux blessures très graves. Admis à la retraite le 30 avril 1810, il est créé chevalier de l’Empire le 30 août 1811.
Il meurt le 4 juillet 1836, à Metz.

## Dotation
- Dotation de 2 000 francs de rente annuelle sur les biens réservés en Trasimène le 15 août 1809.

## Armoiries
| Armoiries | Nom du chevalier et blasonnement |
| --------- | --- |
|           | Chevalier Jean Courtois et de l'Empire, décret du 15 août 1809, lettres patentes du 30 août 1811. Tiercé en fasce d'azur, de sable et de gueules : l'azur chargé à dextre d'une épée haute en pal d'or, à sénestre d'une main appaumée en fasce d'argent ; le gueules au signe des chevaliers légionnaires, le sable à deux poissons en fasce, l'un sur l'autre d'argent. Livrées : les couleurs de l'écu. |

## Sources
- A. Lievyns, Jean Maurice Verdot, Pierre Bégat, Fastes de la Légion-d'honneur, biographie de tous les décorés accompagnée de l'histoire législative et réglementaire de l'ordre, Tome 4, Bureau de l’administration, 1844, 640 p. (lire en ligne), p. 319.
- « Cote LH/616/25 », base Léonore, ministère français de la Culture
- « La noblesse d’Empire » (consulté le 16 janvier 2017)
- Vicomte Révérend, Armorial du premier empire, tome 1, Honoré Champion, libraire, Paris, 1897, p. 257.
- G. Dumont, Bataillons de volontaires nationaux (cadres et historiques), Paris, Charles Lavauzelle, 1914, 494 p. (lire en ligne), p. 228.
- Léon Hennet, Etat militaire de France pour l’année 1793, Siège de la société, Paris, 1903, p. 101
- Danielle Quintin et Bernard Quintin, Dictionnaires des colonels de Napoléon, S.P.M., 2013, 978 p. (ISBN 978-2-296-53887-0, lire en ligne)